# Ункафов куп нација 2009.
Ункафов куп нација 2009. био је десети по реду Ункафов Куп нација, првенство Централне Америке за фудбалске тимове мушких националних савеза. Организовао га Фудбалски савез Централне Америке (УНКАФ), а одржан је у Хондурасу од 22. јануара до 1. фебруара 2009. године.
Првих пет позиција се квалификовало за Конкакафов златни куп 2009.|Златни куп Конкакафа 2009. Турнир се првобитно требао да се одржи у Панама ситију у Панами између 22. јануара и 1. фебруара 2009. године,  али панамски фудбалски савез је најавио да неће бити домаћин догађаја јер није имао адекватан стадион на располагању за временски период турнир. Алтернативни домаћини били су Хондурас и Гватемала. Хондурас је поднео званичну понуду за замену 12. новембра, и након извесног разматрања пребачен је у Хондурас. Све утакмице су одигране на стадиону Тибурисио Каријас Андино у Тегусигалпи. Турнир је спонзорисао Дигицел. Панама је освојила турнир, што је била прва победа Ункаф купа нација у историји земље.

## Земље учеснице
Свих седам чланица Ункафа су учествовале на турниру:
- Белизе
- Костарика
- Салвадор
- Гватемала
- Хондурас
- Никарагва
- Панама

## Град и стадион
| Тегусигалпа |                                |
| Тегусигалпа | Тегусигалпа                    |
| ----------- | ------------------------------ |
| Тегусигалпа | Стадион Тибурсио Кариас Андино |
| Тегусигалпа | Капацитет: 35.000              |
| Тегусигалпа |                                |

## Групна фаза
Жреб групне фазе одржан је 9. децембра 2008. у Гватемала Ситију. Актуелни шампиони, Костарика, и домаћини, Хондурас, аутоматски су извучени као први носиоци у својим групама. Костарика је била у пару са Панамом и Гватемалом, прва два другопласирана са Ункаф купа нација 2007. Преостали тимови – Салвадор, Никарагва и Белиз – извучени су у исту групу као и Хондурас.

### Група А
| Pos | Тим       | О | П | Н | И | ГД | ГП | ГР | Бод. | Qualification                 |
| --- | --------- | - | - | - | - | -- | -- | -- | ---- | ----------------------------- |
| 1   | Хондурас  | 3 | 3 | 0 | 0 | 8  | 2  | +6 | 9    | Квалификовали се у полуфинале |
| 2   | Салвадор  | 3 | 1 | 1 | 1 | 5  | 4  | +1 | 4    | Квалификовали се у полуфинале |
| 3   | Никарагва | 3 | 0 | 2 | 1 | 3  | 6  | −3 | 2    | Квалификовала се за плејоф    |
| 4   | Белизе    | 3 | 0 | 1 | 2 | 3  | 7  | −4 | 1    |                               |

| Салвадор                 | 1 : 1    | Никарагва         |
| ------------------------ | -------- | ----------------- |
| Силвио Авилес 18’ (а.г.) | Извештај | Марлон Медина 85’ |

| Хондурас                                       | 2 : 1    | Белизе             |
| ---------------------------------------------- | -------- | ------------------ |
| Амадо Гевара 32’ · Валтер Хулијан Мартинез 61’ | Извештај | Лисбеј Кастиљо 86’ |

| Белизе                | 1 : 4    | Салвадор                                                                    |
| --------------------- | -------- | --------------------------------------------------------------------------- |
| Џероми Џајо Џејмс 73’ | Извештај | Алфредо Пачеко 11’ (пен.), 30’ (пен.) · Рамон Санчез 75’ · Карлос Ајала 88’ |

| Хондурас                                                                                                | 4 : 1    | Никарагва         |
| --- | -------- | ----------------- |
| Марио Цезар Родригез 16’ · Давид Солорзано 65’ (а.г.) · Саул Мартинез 73’ · Волтер Хулијан Мартинез 79’ | Извештај | Арменсо Рејес 30’ |

| Никарагва       | 1 : 1    | Белизе          |
| --------------- | -------- | --------------- |
| Хуан Барера 66’ | Извештај | Бајрон Ушер 27’ |

| Хондурас                                   | 2 : 0    | Салвадор |
| ------------------------------------------ | -------- | -------- |
| Карлос Павон 34’ (пен.) · Марвин Чавез 73’ | Извештај |          |

### Група Б
| Pos | Тим       | О | П | Н | И | ГД | ГП | ГР | Бод. | Qualification                 |
| --- | --------- | - | - | - | - | -- | -- | -- | ---- | ----------------------------- |
| 1   | Костарика | 2 | 2 | 0 | 0 | 6  | 1  | +5 | 6    | Квалификовали се у полуфинале |
| 2   | Панама    | 2 | 1 | 0 | 1 | 1  | 3  | −2 | 3    | Квалификовали се у полуфинале |
| 3   | Гватемала | 2 | 0 | 0 | 2 | 1  | 4  | −3 | 0    | Квалификовала се за плејоф    |

| Костарика                                 | 3–0      | Панама |
| ----------------------------------------- | -------- | ------ |
| Енди Фуртадо 10’, 16’ · Алваро Санчез 55’ | Извештај |        |

| Гватемала       | 1 : 3    | Костарика                                                         |
| --------------- | -------- | ----------------------------------------------------------------- |
| Минор Лопез 51’ | Извештај | Алваро Санчез 34’ · Пабло Ерера Барантес 59’ · Роберто Сегура 61’ |

| Панама             | 1 : 0    | Гватемала |
| ------------------ | -------- | --------- |
| Алберто Запата 31’ | Извештај |           |

## Финална фаза

### Утакмица за пето место
Победник меча за пето место квалификовао се за Златни куп Конкакафа 2009. као пети и последњи учесник из Централне Америке.
| Никарагва              | 2 : 0    | Гватемала |
| ---------------------- | -------- | --------- |
| Самуел Вилсон 39’, 85’ | Извештај |           |

### Полуфинале
Сва четири полуфиналиста су се квалификовала за Златни куп Конкакафа 2009..
| Костарика        | 3 : 0 Предато | Салвадор |
| ---------------- | ------------- | -------- |
| Енди Фуртадо 18’ | Извештај      |          |

- Утакмица је прекинута након шездесет минута игре када је Салвадор спао на шест играча. Двојица играча Салвадора, Александар Ескобар и Елисео Кинтаниља, добили су црвене картоне у првом полувремену, а Дерис Уманзор, Родолфо Зелаја и голман Хуан Хосе Гомес су повређени и морали су да напусте игру пошто је Салвадор већ исцрпео своје три замене. Победа је додељена 3 : 0 Костарики[8]

| Хондурас | 0 : 1    | Панама             |
| -------- | -------- | ------------------ |
|          | Извештај | Рикардо Филипс 40’ |

### Утакмица за треће место
| Хондурас           | 1 : 0    | Салвадор |
| ------------------ | -------- | -------- |
| Рохер Еспиноза 30’ | Извештај |          |

### Финале
| Панама                                                                               | 0 : 0    | Костарика                                                       |
| ------------------------------------------------------------------------------------ | -------- | --------------------------------------------------------------- |
|                                                                                      | Извештај |                                                                 |
| Пенали                                                                               |          |                                                                 |
| Виктор Ерера Пигот · Едвин Агилар · Рикардо Филипс · Луис Харамиљо · Амилкар Енрикез | 5 : 3    | Енди Фуртадо · Виктор Нуњез · Паоло Хименез · Кристијан Овиједо |

| Панама | Костарика |

## Достигнућа
| Најбољи играч Кејлор Навас | Победник Ункафовог купа нација 2009. Панама 1° титула | Најбољи стрелац Енди Фуртадо (3 гола) |

## Резултати
| Pos | Тим       | О | П | Н | И | ГД | ГП | ГР | Бод. | Final status              |
| --- | --------- | - | - | - | - | -- | -- | -- | ---- | ------------------------- |
| 1   | Панама    | 4 | 2 | 1 | 1 | 2  | 3  | −1 | 7    | Шампион                   |
| 2   | Костарика | 4 | 3 | 1 | 0 | 9  | 1  | +8 | 10   | Друго место               |
| 3   | Хондурас  | 5 | 4 | 0 | 1 | 9  | 3  | +6 | 12   | Треће место победник      |
| 4   | Салвадор  | 5 | 1 | 1 | 3 | 5  | 8  | −3 | 4    | Треће место губитник      |
| 5   | Никарагва | 4 | 1 | 2 | 1 | 5  | 6  | −1 | 5    | Пето место победник       |
| 6   | Гватемала | 3 | 0 | 0 | 3 | 1  | 6  | −5 | 0    | Пето место губитник       |
| 7   | Белизе    | 3 | 0 | 1 | 2 | 3  | 7  | −4 | 1    | Елиминисан у групној фази |

- Првих 5 се квалификовало за Конкакафов златни куп 2009..

## Голгетери
3 гола
- Енди Фуртадо

2 гола
- Алфредо Пачеко
- Самјуел Вилсон
- Волтер Мартинез